# نعیمه نظام‌دوست
نعیمه نظام‌دوست (زادهٔ ۲۳ آبان ۱۳۵۳ در تهران) بازیگر اهل ایران است. او برای بازی در آذر، شهدخت، پرویز و دیگران (۱۳۹۲) نامزد دریافت سیمرغ بلورین بهترین بازیگر نقش مکمل زن جشنواره فیلم فجر شد.

## زندگی
نعیمه نظام‌دوست از سال ۱۳۷۰ کار بازیگری را در گروه‌های آزاد تئاتر آغاز کرد، سپس در مجموعه نوروز ۷۲ بازی کرد. نظام‌دوست به‌طور حرفه‌ای با ساعت خوش و در سال ۱۳۷۳ وارد عرصه بازیگری شد. او در آثاری چون مجموعه‌های چاردیواری، ساختمان پزشکان و محله گل و بلبل و همچنین فیلم‌های آذر، شهدخت، پرویز و دیگران و هزارپا ایفای نقش کرده است.
او در برنامه بگو بخند در پاسخ به توهین کنندگان به هنرمندانی که با تلویزیون همکاری می‌کنند گفت: تلویزیون خانه ماست و کسی حق ندارد ما را از خانه مان بیرون کند. من ۳۲ سال است که در تلویزیون کار می‌کنم مگر می‌شود خانه‌ام را ترک کنم؟! کسانی که این حرف‌ها را می‌زنند حاضر نیستند یک روز کارشان را تعطیل کنند.

## آثار

### تلویزیون
| عنوان فیلم           | سال ساخت | کارگردان                     | شبکه             |
| -------------------- | -------- | ---------------------------- | ---------------- |
| نوروز ۷۲             | ۱۳۷۱     | داریوش کاردان                | ۱                |
| ساعت خوش             | ۱۳۷۳     | مهران مدیری                  | ۲                |
| آئینه زندگی          | ۱۳۷۳     | اسماعیل میهن‌دوست             |                  |
| سال خوش              | ۱۳۷۴     | مهران مدیری                  | ۲                |
| سیمای مدرسه          | ۱۳۷۴     | اسماعیل میهن‌دوست             |                  |
| طنز بهاره            | ۱۳۷۵     | محمدرضا زهتابی               |                  |
| تنگنا                | ۱۳۷۵     | داریوش منتظری                |                  |
| لحظه لبخند           | ۱۳۷۵     | رضا اعظمیان                  |                  |
| بدگمان               | ۱۳۷۶     | محمدعلی بهرامی               |                  |
| غم تنهایی            | ۱۳۷۶     | علی عسگری                    |                  |
| برگ و باد            | ۱۳۷۶     | فیاض موسوی                   | ۱                |
| شن‌های کف رودخانه     | ۱۳۷۶     | یوسف سیدمهدوی                |                  |
| روزهای زندگی         | ۱۳۷۷     | سیروس مقدم                   | ۳                |
| در گذر لحظه‌ها        | ۱۳۷۸     | علی اصغر نوری                |                  |
| پلیس جوان            | ۱۳۸۰     | سیروس مقدم                   | ۳                |
| دریایی‌ها             | ۱۳۸۱     | سیروس مقدم                   | ۵                |
| آخرین آواز ققنوس     | ۱۳۸۱     | مسعود تکاور                  |                  |
| ریحانه               | ۱۳۸۴     | سیروس مقدم                   | ۳                |
| حلقه سبز             | ۱۳۸۶     | ابراهیم حاتمی‌کیا             | ۳                |
| روز حسرت             | ۱۳۸۷     | سیروس مقدم                   | ۱                |
| طلاق در وقت اضافه    | ۱۳۸۷     | سید محسن یوسفی               |                  |
| شب هزارویکم          | ۱۳۸۷     | علی بهادر                    | ۱                |
| دفترمشق              | ۱۳۸۷     | عباس شقایق                   | شبکه قرآن        |
| لطفا دور نزنیم       | ۱۳۸۸     | مهدی مظلومی                  | ۵                |
| نردبام آسمان         | ۱۳۸۸     | محمدحسین لطیفی               | ۱                |
| چاردیواری            | ۱۳۸۸     | سیروس مقدم                   | ۱                |
| زیر هشت              | ۱۳۸۹     | سیروس مقدم                   |                  |
| ساختمان پزشکان       | ۱۳۸۹     | سروش صحت                     | ۳                |
| پایتخت ۱             | ۱۳۸۹     | سیروس مقدم                   | ۱                |
| کسی خوابه؟           | ۱۳۹۱     | سید جواد رضویان              | ۱                |
| خانه اجاره‌ای ۱       | ۱۳۹۱     | رامین ناصرنصیر - شاهد احمدلو |                  |
| خانه اجاره‌ای ۲       | ۱۳۹۱     | رامین ناصرنصیر - شاهد احمدلو |                  |
| باغ سرهنگ            | ۱۳۹۲     | فلورا سام                    | ۵                |
| محله گل و بلبل ۱     | ۱۳۹۴     | احمددرویشعلی پور             | ۲                |
| بیمار استاندارد      | ۱۳۹۴     | سعید آقاخانی                 | ۳                |
| همسایه‌ها             | ۱۳۹۵     | مهران غفوریان                | ۲-نسیم           |
| محله گل و بلبل ۲     | ۱۳۹۵     | احمددرویشعلی پور             | ۲                |
| شب عید               | ۱۳۹۷     | سعید آقاخانی                 | ۱                |
| محله گل و بلبل ۳     | ۱۳۹۷     | احمددرویشعلی پور             | ۲                |
| نون خ                | ۱۳۹۸     | سعید آقاخانی                 | ۱                |
| بچه محل              | ۱۳۹۹     | احمد درویشعلی‌پور             | ۲                |
| پلاک ۱۳              | ۱۴۰۰     | آرش معیریان و شهاب عباسی     | ۳                |
| زن زندگی - مرد زندگی | ۱۴۰۰     | غلامرضا رمضانی               | ۵                |
| آنتن                 | ۱۴۰۱     | ابراهیم عامریان              | شبکه نمایش خانگی |
| چشم‌بندی ۱            | ۱۴۰۱     | شاهد احمدلو                  | ۳                |
| چشم‌بندی ۲            | ۱۴۰۲     | شاهد احمدلو                  | ۳                |
| تی‌ان‌تی               | ۱۴۰۲     | حامد آهنگی                   | شبکه نمایش خانگی |
| بگو بخند ۱           | ۱۴۰۲     | شهاب عباسی                   | شبکه نسیم        |
| بگو بخند ۲           | ۱۴۰۲     | احسان حسینی                  | شبکه نسیم        |
| اسکار                | ۱۴۰۲     | مهران مدیری                  | شبکه نمایش خانگی |
| کودک شو              | ۱۴۰۲     | رضا مهرانفر                  | شبکه نسیم        |
| اکازیون              | ۱۴۰۳     | مسعود اطیابی                 | نماوا            |
| لالایی               | ۱۴۰۳     | احمد درویشعلی پور            | فیلیمو           |
| بگو بخند ۳           | ۱۴۰۳     | احسان حسینی                  | شبکه نسیم        |
| جوکر۲                | ۱۴۰۳     | احسان علیخانی                | فیلیمو           |
| فینال جوکر بانوان    | ۱۴۰۳     | احسان علیخانی                | فیلیمو           |
| کارناوال             | ۱۴۰۳     | رامبد جوان                   | فیلم‌نت           |

### سینما
| عنوان فیلم                 | سال ساخت | کارگردان             | سمت                         |
| -------------------------- | -------- | -------------------- | --------------------------- |
| بر بوم زمان (اپیزود اول)   | ۱۳۸۲     | محمدتقی راوندی       | دستیار کارگردان و منشی صحنه |
| بر بوم زمان (اپیزود دوم)   | ۱۳۸۲     | محمدتقی راوندی       | دستیار کارگردان و منشی صحنه |
| شوریده                     | ۱۳۸۳     | محمدعلی سجادی        | بازیگر                      |
| این همه ماهی               | ۱۳۸۵     | حمیدرضا چارکچیان     | بازیگر                      |
| توفیق اجباری               | ۱۳۸۶     | محمدحسین لطیفی       | بازیگر                      |
| این یک تصادف نیست          | ۱۳۸۷     | بیژن شیرمرز          | بازیگر                      |
| سرگیجه                     | ۱۳۸۷     | مسعود آب پرور        | بازیگر                      |
| دلداده                     | ۱۳۸۷     | قدرت‌الله صلح میرزایی | بازیگر                      |
| ما خونه نیستیم             | ۱۳۸۸     | شاهد احمدلو          | بازیگر                      |
| سن پترزبورگ                | ۱۳۸۸     | بهروز افخمی          | بازیگر                      |
| چراغ قرمز                  | ۱۳۸۹     | علی غفاری            | بازیگر                      |
| کنسرت روی آب               | ۱۳۸۹     | جهانگیر جهانگیری     | بازیگر                      |
| یکی بود یکی هست            | ۱۳۸۹     | حسین تبریزی          | بازیگر                      |
| عوارض جانبی                | ۱۳۸۹     | رامین گلسرخی         | بازیگر                      |
| شرط ازدواج                 | ۱۳۸۹     | محسن منشی زاده       | بازیگر                      |
| تصادف ممنوع                | ۱۳۹۰     | حجت ذیجودی           | بازیگر                      |
| مردها دروغ نمی‌گویند        | ۱۳۹۰     | حسین تبریزی          | بازیگر                      |
| ساکن خانه چوبی             | ۱۳۹۱     | حسینعلی لیالستانی    | بازیگر                      |
| خلافکاران                  | ۱۳۹۱     | ضیاء مجابی           | بازیگر                      |
| برج آرام                   | ۱۳۹۱     | مسعود اطیابی         | بازیگر                      |
| آذر، شهدخت، پرویز و دیگران | ۱۳۹۲     | بهروز افخمی          | بازیگر                      |
| خروس با محل                | ۱۳۹۲     | محمدباقر زنگنه       | بازیگر                      |
| افسونگر                    | ۱۳۹۲     | حسین تبریزی          | بازیگر                      |
| رمزهفتم                    | ۱۳۹۲     | رضا پژواک            | بازیگر                      |
| یه روز به یادماندنی        | ۱۳۹۲     | عباس مرادیان         | بازیگر                      |
| مبارزان کوچک               | ۱۳۹۲     | داووداطیابی          | بازیگر                      |
| چندروزمهربانی              | ۱۳۹۲     | سعیداسدی             | بازیگر                      |
| رفقای خوب                  | ۱۳۹۳     | مجید قاری‌زاده        | بازیگر                      |
| سه میلیون دلارناقابل       | ۱۳۹۳     | امیر شیرمحمدی        | بازیگر                      |
| عروس دربند                 | ۱۳۹۳     | کمال مقدم            | بازیگر                      |
| جنجال در عروسی             | ۱۳۹۴     | سید رضا خطیبی        | بازیگر                      |
| هزارپا                     | ۱۳۹۶     | ابوالحسن داوودی      | بازیگر                      |
| آپاچی                      | ۱۳۹۷     | آرش معیریان          | بازیگر                      |
| اژدر                       | ۱۳۹۸     | رضا سبحانی           | بازیگر                      |
| بازیگوش‌ها                  | ۱۳۹۸     | نادره ترکمانی        | بازیگر                      |
| تگزاس ۳                    | ۱۴۰۳     | سید مسعود اطیابی     | بازیگر                      |
| هر چی تو بگی               | ۱۴۰۳     | مرتضی آتش زمزم       | بازیگر                      |
| تراشه                      | ۱۴۰۴     | منوچهر هادی          | بازیگر                      |

## جوایز و افتخارات
- نامزد بهترین بازیگر نقش مکمل زن در سی و دومین جشنواره فجر برای بازی در فیلم آذر، شهدخت، پرویز و دیگران[۴]